# Christopher Buchholz
Christopher Buchholz, né le 4 février 1962 à Los Angeles (États-Unis), est un acteur et réalisateur français, américain, allemand.
Il est fils de l'acteur allemand Horst Buchholz et de l'actrice et agent artistique française Myriam Bru. En 2005, il rend hommage à son père dans un documentaire de 90 minutes: "Horst Buchholz, mon papa". Il a reçu l'ordre des arts et des lettres dans le cadre de la Berlinale à l’ambassade de France à Berlin le 10 février 2014,  en 2023 le Prix Markgräfler Gutedel de l’année pour son travail pour la francophonie,  en 1989 Distinction à « l’année européenne du cinéma et de la télévision, en 1986 le Segno d'Argento pour meilleur jeune acteur de l’année au festival de Florence.
Il a dirigé le festival international du film francophone de Tübingen et Stuttgart de 2010 à 2024.

## Filmographie sélective
- 1988 : Une femme en péril (The House on Carroll Street) de Peter Yates : Stefan
- 1990 : S'en fout la mort de Claire Denis : Michel
- 1992 : Diên Biên Phu de Pierre Schoendoerffer : le capitaine Morvan
- 1996 : Le Désert de feu de Enzo Girolami Castellari
- 1997 : Jeunesse de Noël Alpi : Norman
- 2000 : La Face brillante de la Lune (Heller als der Mond) de Virgil Widrich : Paolo
- 2001 : Les Aliénés d'Yvan Gauthier : Damien
- 2001 : Largo Winch, série télévisée, épisode Nuclear Family
- 2003 : Luther d'Eric Till : von der Eck
- 2004 : Eros, film à sketches, épisode Le Périlleux enchaînement des choses de Michelangelo Antonioni : Christopher
- 2004 : Milady, téléfilm de Josée Dayan : Lord Buckingham
- 2005 : Les Rois maudits, de Josée Dayan : Édouard II d'Angleterre
- 2006 : Commissaire Moulin, série télévisée, épisode Un coupable trop parfait : Gérard Bronivsky
- 2008 : Section de recherches, série télévisée : Commandant Valton
- 2008 : Des hommes de Romain Cogitore : le soldat
- 2009 : Lady Blood de Jean-Marc Vincent : Paul
- 2010 : Shanghai de Mikael Håfström : Karl
- 2010 : Amok de Cihan Inan : Er
- 2010 : Nos résistances de Romain Cogitore : le soldat allemand
- 2011 : Les Hommes libres d'Ismaël Ferroukhi : le major Von Ratibor
- 2012 : La Mer à l'aube de Volker Schlöndorff (TV) : le commandant Kristucat
- 2013 - 2014 : Un village français : le Commandant Schneider
- 2014 : L'Héritière d'Alain Tasma (TV) : Karl
- 2017 : Meurtres à Sarlat (TV)
- 2017:  Zone rouge de Cihan Inan : Georges